# Gesetz zur Einführung einer Partnerschaftsgesellschaft mit beschränkter Berufshaftung und zur Änderung des Berufsrechts der Rechtsanwälte, Patentanwälte, Steuerberater und Wirtschaftsprüfer
Das Gesetz zur Einführung einer Partnerschaftsgesellschaft mit beschränkter Berufshaftung und zur Änderung des Berufsrechts der Rechtsanwälte, Patentanwälte, Steuerberater und Wirtschaftsprüfer (PartGGuaÄndG) ist ein Bundesgesetz der Bundesrepublik Deutschland. 
Das Gesetz vom 15. Juli 2013 wurde am 13. Juni 2013 vom Bundestag beschlossen und trat am 19. Juli 2013 in Kraft. Es entstand aus einer Initiative der Bundesregierung. Der Bundesrat hat im Gesetzgebungsverfahren den Vermittlungsausschuss nicht angerufen und billigte den Gesetzentwurf am 5. Juli 2013.
Das Gesetz sieht die Einführung einer Partnerschaftsgesellschaft mit beschränkter Berufshaftung (PartG mbB, PartGmbB, Part mbB oder PartmbB) vor, die als deutsche Alternative zur englischen Gesellschafts-Rechtsform Limited Liability Partnership (LLP) eine Beschränkung der Haftung für berufliche Fehler ermöglicht. Bei der neu eingeführten PartGmbB ist gegenüber den Gläubigern eine Haftung für aus fehlerhafter Berufsausübung entstehende Schäden auf das Gesellschaftsvermögen beschränkt. Voraussetzung dafür ist der in diesem Zusammenhang vorzunehmende Abschluss einer Berufshaftpflichtversicherung mit 2,5 Millionen Euro Mindestversicherungssumme je Versicherungsfall.